# Sebastián Rozental
Sebastián Rozental (ur. 1 września 1976 w Santiago) – chilijski piłkarz, grający na pozycji napastnika, reprezentant kraju.

## Życiorys
Jest Żydem. Występował w juniorach CD Universidad Católica, a w 1992 roku został wcielony do pierwszej drużyny. W 1995 roku zdobył z tym klubem Copa Chile, a 25 maja tegoż roku zadebiutował w reprezentacji w wygranym 2:1 towarzyskim meczu z Irlandią Północną. Otrzymał nagrodę dla chilijskiego piłkarza roku 1996.
W styczniu 1997 roku został za cztery miliony funtów zakupiony przez Rangers F.C.. W Premier Division Rozental zadebiutował w wygranym 3:1 meczu z Motherwell F.C.. Wskutek licznych kontuzji kolana Rozental nie był podstawowym zawodnikiem Rangers, rozgrywając do 2002 roku siedemnaście ligowych spotkań; był ponadto w tym okresie trzykrotnie wypożyczany. Mimo to trzykrotnie (1997, 1998, 2000 zdobył mistrzostwo Szkocji, a dwukrotnie (1999, 2000) – puchar kraju. W sezonie 2002/2003 występował w Grasshopper Club Zürich. Nie potrafiąc się jednak dostosować do szwajcarskiego stylu gry, wrócił do Chile, gdzie był zawodnikiem Universidad Católica oraz Unión Española. W 2005 roku 2005 został mistrzem Chile. Następnie występował w Puerto Rico Islanders, Columbus Crew, Maccabi Petach Tikwa i Maccabi Netanja. W 2008 roku zakończył karierę.

## Statystyki ligowe
| Sezon         | Klub                    | Liga                      | Mecze | Gole |
| ------------- | ----------------------- | ------------------------- | ----- | ---- |
| 1992          | CD Universidad Católica | Primera División de Chile | 1     | 0    |
| 1993          | CD Universidad Católica | Primera División de Chile | 4     | 1    |
| 1994          | CD Universidad Católica | Primera División de Chile | 9     | 2    |
| 1995          | CD Universidad Católica | Primera División de Chile | 31    | 8    |
| 1996          | CD Universidad Católica | Primera División de Chile | 31    | 28   |
| 1996/1997 (w) | Rangers F.C.            | Premier Division          | 1     | 0    |
| 1997/1998     | Rangers F.C.            | Premier Division          | 2     | 0    |
| 1998/1999     | Rangers F.C.            | Scottish Premier League   | 3     | 0    |
| 1999 (j)      | CD Universidad Católica | Primera División de Chile | 27    | 22   |
| 1999/2000 (w) | Rangers F.C.            | Scottish Premier League   | 11    | 3    |
| 2000/2001 (j) | CA Independiente        | Primera División          | 7     | 0    |
| 2001          | CSD Colo-Colo           | Primera División de Chile | 22    | 8    |
| 2001/2002 (w) | Rangers F.C.            | Scottish Premier League   | 0     | 0    |
| 2002/2003     | Grasshopper Club Zürich | Swiss Challenge League    | 22    | 1    |
| 2003 (j)      | CD Universidad Católica | Primera División de Chile | 0     | 0    |
| 2004          | Unión Española          | Primera División de Chile | 36    | 11   |
| 2005 (w)      | CD Universidad Católica | Primera División de Chile | 10    | 1    |
| 2005 (j)      | Puerto Rico Islanders   | USL First Division        | 9     | 2    |
| 2006          | Columbus Crew           | Major League Soccer       | 20    | 3    |
| 2006/2007 (w) | Maccabi Petach Tikwa    | Ligat ha’Al               | 6     | 0    |
| 2007/2008     | Maccabi Netanja         | Ligat ha’Al               | 14    | 1    |